# Leptopelis nordequatorialis
Leptopelis nordequatorialis är en groddjursart som beskrevs av Perret 1966. Leptopelis nordequatorialis ingår i släktet Leptopelis och familjen Arthroleptidae. IUCN kategoriserar arten globalt som livskraftig. Inga underarter finns listade i Catalogue of Life.